# Daysland
Daysland es un pueblo canadiense situado en la provincia de Alberta.

## Superficie
Daysland tiene una superficie de 1,77 km².

## Demografía
En 2021, tenía 789 habitantes, una densidad poblacional de 445,2 hab./km², y 356 viviendas.